# Suillia valleyi
Suillia valleyi är en tvåvingeart som beskrevs av Steyskal 1972. Suillia valleyi ingår i släktet Suillia och familjen myllflugor. Inga underarter finns listade i Catalogue of Life.